# Kent Conrad
Kent Conrad (Bismarck (North Dakota), 13 maart 1948) is een Amerikaans politicus. Hij was een Democratisch senator namens de staat North Dakota.

## Levensloop
Conrad heeft Duits-Amerikaanse achtergrond. Omdat zijn ouders al jong overleden werd hij opgevoed door zijn grootouders. Hij behaalde een Master of Business Administration aan de George Washington University in Stanford. Na zijn studie ging hij werken bij de belastingdienst van de staat North Dakota. Daar kwam Conrad te werken onder zijn partijgenoot Byron Dorgan.
De senator is tweemaal getrouwd. Pam Schafer, zijn eerste vrouw, was een zus van Ed Schafer, voormalig minister van Landbouw. Lucy Calautti, zijn tweede vrouw, is een lobbyiste voor de Major League.

## Politieke carrière
De politieke carrière van de senator begon op federaal niveau. Hij had van 1963 tot 1981 zitting in het Huis van Afgevaardigden van de staat North Dakota. Bij de Senaatsverkiezingen van 1986 wist Conrad zittend Republikeins senator Mark Andrews met een verschil van 2100 stemmen te verslaan. Tijdens zijn eerste campagne had Conrad beloofd dat hij zich niet verkiesbaar zou stellen als staatsschuld niet gedaald zou zijn. De staatsschuld steeg echter en Conrad loste zijn belofte in door zich niet verkiesbaar te stellen. In 1992 overleed zittend senator Quentin Burdick. Zijn weduwe Jocelyn Bich Burdick werd tijdelijk benoemd. Conrad stelde zich in speciale verkiezingen kandidaat voor de zetel van Burdick. Volgens hem zou in deze geen sprake zijn van herverkiezing. Byron Dorgan werd door de gouverneur van North Dakota aangewezen om Conrad op te volgen.
In de Senaat heeft Conrad vooral oppositie geboden tegen het het grote uitgave patroon van de regeringen van president George W. Bush en president Barack Obama. Hij wil voorkomen dat de staatsschuld nog verder groeit. Ook is hij een tegenstander van liberalisering van de markt. Wel is hij voor subsidies voor boeren. Met betrekking tot abortus is hij conservatiever dan de meeste van zijn partijgenoten. De senator stemt meestal tegen voorstellen om abortus te financieren. Hoewel hij in eerste instantie voor de Patriot Act stemde, is hij sindsdien uitgegroeid tot een van de grootste critici. Hij heeft heftig bezwaard gemaakt tegen de omstandigheden en de behandeling van gevangen op Guantánamo Bay.
Conrad stelde zich in 2013 niet meer verkiesbaar. Hij werd opgevolgd door partijgenoot Heidi Heitkamp.
- Library of Congress Control Number: no95036723
- SNAC: w6n01zd2
- Biographical Directory of the United States Congress: C000705
- Virtual International Authority File: 58664806
- WorldCat: E39PBJdrKC4V9GjpCt7PVJ83cP